# Living in the 20th Century
Living in the 20th Century è il quindicesimo album della Steve Miller Band, pubblicato dalla Capitol Records nel 1986. Il disco fu registrato al Capitol Studios di Hollywood (California).

## Tracce
Lato A
1. Nobody but You Baby – 4:01 (Steve Miller)
2. I Want to Make the World Turn Around – 4:23 (Steve Miller)
3. Slinky – 2:40 (Steve Miller)
4. Living in the 20th Century – 2:58 (Steve Miller)
5. Maelstrom – 4:03 (Greg Douglass)

Lato B
1. I Wanna Be Loved (but Only by You) – 2:23 (Jimmy Reed)
2. My Babe – 2:47 (Willie Dixon)
3. Big Boss Man – 2:32 (Al Smith, Luther Dixon)
4. Caress Me Baby – 3:20 (Jimmy Reed)
5. Ain't That Lovin' You Baby – 2:47 (Jimmy Reed)
6. Behind the Barn – 3:36 (Steve Miller)

## Musicisti
- Steve Miller - voce, chitarra, armonica
- Byron Allred - tastiere (brani : A2 & B1)
- Waheem Young - pianoforte (brano : B6)
- Greg Douglass - chitarra (brano : A5)
- Les Dudek - dobro (brano : B6)
- Norton Buffalo - armonica (brani : B5 & B6)
- James Cotton - armonica (brano : B6)
- Kenny G (Kenny Gorelick) - sassofono (brano : A2)
- Kenny Lee Lewis - basso (brani : A1, A2 & A4)
- Lonnie Turner - basso (brano : A5)
- Gerald Johnson - basso (brani : B1, B2, B3 & B4)
- Charles Calimise - basso (brani : B5 & B6)
- Gary Mallaber - batteria
- Kenny Johnson - batteria (brani : B5 & B6)